# مايك ويليس
مايك ويليس (بالإنجليزية: Mike Willis)‏ هو لاعب كرة قاعدة أمريكي، ولد في 26 ديسمبر 1950 في أوكلاهوما سيتي في الولايات المتحدة.

## وصلات خارجية
- مايك ويليس على موقعبيزبول رفرنس.كوم (الدوري الرئيسي) (الإنجليزية)
- مايك ويليس على موقعبيزبول رفرنس.كوم (الدوري الثانوي) (الإنجليزية)